# Phoronix
Phoronix est un site web d'actualités informatique spécialisé dans les distributions Linux, les interviews, les actualités et les tests de produits à destination de Linux.
Phoronix a été lancé en juin 2004 par Michael Larabel, qui est actuellement le rédacteur en chef et le propriétaire du site web.

## Histoire
Fondé le 5 juin 2004, Phoronix a débuté comme site web de critiques. À la fin de 2004 Phoronix s'est focalisé sur les articles à destination des utilisateurs de GNU/Linux au vu du manque de sites web consacrés aux tests de matériel informatique destiné aux systèmes d'exploitations alternatifs.
Le 20 avril 2007, Phoronix a refaçonné son site web et a lancé des tests de matériel destinés à Solaris en plus du contenu destiné à GNU/Linux.
Les tests de Phoronix ont été cités par de nombreux autres supports techniques comme CNET News ou Slashdot.

## Phoronix Test Suite
Le 5 juin 2008, la version 1.0 du Phoronix Test Suite est annoncée. Ce logiciel a été publié sous licence GPLv3 et est conçu pour permettre aux utilisateurs de partager leurs tests de logiciels et de matériel informatiques via une interface graphique,.